# Banu Ghatafan
I Banū Ghaṭafān (in arabo بنو غطفان‎?) erano una tribù araba numericamente importante, facente parte della più grande stirpe dei Qays ʿAylān e insediata nelle regioni dell'Hijaz orientale, a nord di Medina.
Maometto ebbe varie volte a che fare con loro, essendo alleati con i Quraysh, pagani al pari di loro. Intervennero infatti a fianco dei Coreisciti nella battaglia del Fossato e il Profeta tentò inutilmente di giungere a sottoscrivere un patto con loro. 
Si ritrovano ugualmente a fianco degli israeliti Banu Nadir nella conquista di Khaybar.
Convinti dell'inutilità e dei rischi che correvano per l'inimicizia coi sempre più potenti musulmani, il loro sayyid ʿUyayna b. Ḥiṣn al-Fazārī si piegò all'ineluttabile e Maometto, cosciente dell'importanza di quel passo, fu estremamente generoso con loro dopo la sua netta vittoria nella battaglia di Hunayn.